# BitKeeper
O BitKeeper, anteriormente Software proprietário é um sistema de controle de versão distribuído de códigos fonte lançado na licença Apache 2.0 em 9 de maio de 2016. O BitKeeper foi criado e é desenvolvido pela empresa BitMover Inc, sediada em Campbell, Califórnia. O dono é o diretor executivo Larry McVoy, um dos antigos colaboradores da TeamWare.

## História
O BitKeeper foi mencionado a primeira vez como solução para os problemas que envolviam o crescimento do Linux em Setembro de 1998. O primeiro beta utilizável estava disponível em Maio de 1999 e em 4 de Maio de 2000, o primeiro lançamento público do BitKeeper se fez disponível. A empresa BitMover provia acesso ao BitKeeper para alguns projetos de código aberto ou software livre, dentre eles o Linux. A versão "comunidade" da licença permitia que desenvolvedores utilizassem o BitKeeper como ferramenta de controle de versão sem custos para projetos de tais características abertas, desde que eles(desenvolvedores) não participassem do desenvolvimento de ferramentas de controle de versão que concorressem diretamente com o BitKeeper como CVS, GNU Arch, SVN ou ClearCase por durante um ano após parar de utilizar o BitKeeper. Esta restrição se aplicava independente do licenciamento da ferramenta concorrente ser livre ou não. Esta versão do BitKeeper também tinha como requisito que certas informações sobre o projeto(meta-informações) e alterações fossem armazenadas nos servidores da BitMover, sendo impossível que usuários da versão comunidade rodassem projetos sem o consentimento ou desconhecimento da empresa BitMover.
Durante o lançamento da versão 7.2-oss em 09 de Mao de 2016, foi anunciado que o BitKeeper iniciou sua alteração de licença para a Apache versão 2.0.